# Alex Bodry
Alex Bodry (ur. 3 października 1958 w Dudelange) – luksemburski polityk, prawnik i samorządowiec, parlamentarzysta i minister, w latach 2004–2014 przewodniczący Luksemburskiej Socjalistycznej Partii Robotniczej.

## Życiorys
Wnuk polityka Jeana Fohrmanna i syn polityk Marthe Bigelbach-Fohrmann. Ukończył studia prawnicze na Université Panthéon-Sorbonne, podjął następnie praktykę adwokacką. Był członkiem rady miejskiej Dudelange, a w 2004 objął stanowisko burmistrza tej miejscowości.
Zaangażował się w działalność polityczną w ramach Luksemburskiej Socjalistycznej Partii Robotniczej. W 1984 po raz uzyskał mandat posła do luksemburskiego parlamentu. Z powodzeniem ubiegał się o reelekcję w kolejnych wyborach w 1989, 1994, 1999, 2004, 2009, 2013 i 2018. W rządzie centralnym pełnił funkcje ministra środowiska (1989–1994, 1995–1999), ministra planowania przestrzennego (1989–1999), ministra komunikacji i energii (1989–1994), ministra ds. kultury fizycznej i sportu (1994–1998), ministra sił policyjnych (obrony) i ds. młodzieży (1994–1999). W 2004 został przewodniczącym LSAP, zastępując na tym stanowisku Jeana Asselborna. Ugrupowaniem tym kierował do 2014.
Od 2001 do 2010 pełnił funkcję prezesa Fédération Luxembourgeoise d’Athlétisme.